# Delvinë (distrito)
Delvinë (albanês: Rrethi i Delvinës) é um dos 36 distritos da Albânia localizado no sul do país, na prefeitura de Vlorë. Sua capital é a cidade de Delvinë.
O distrito está dividido nos seguintes municípios:
- Delvinë
- Finiq
- Mesopotam
- Vergo